# Boys Noize
Boys Noize es un rapero, cantante, compositor, productor y DJ alemán de Electro House, Techno y Techno Punk cuyo nombre real es Alex Ridha. También es el sello de Ridha, Boysnoize Records, que fue fundado en 2005.
Actualmente forma parte de Dog Blood junto al productor estadounidense de dubstep Skrillex, al que se le adjudica el hecho de que el dubstep haya alcanzado tanta popularidad en los últimos años. Este grupo se formó en 2012 y su primer sencillo fue Next Order / Middle Finger, lanzado el 12 de agosto del mismo año.
El 17 de marzo actuaron en el mundialmente famoso festival de música electrónica Ultra Music Festival 2013, presentando nuevas canciones como el remix de Birdy Nam Nam's "Goin In", Three ID'S Named Kill Them (With a Beat), They're Coming (Bungle- Played on the Nest Livestream 21/12/12) and Abuse.
Boys Noize ha lanzado discos en el sello francés Kitsuné Music, Tiga's Turbo Records, así como DJ Hell's International DeeJay Gigolo Records.

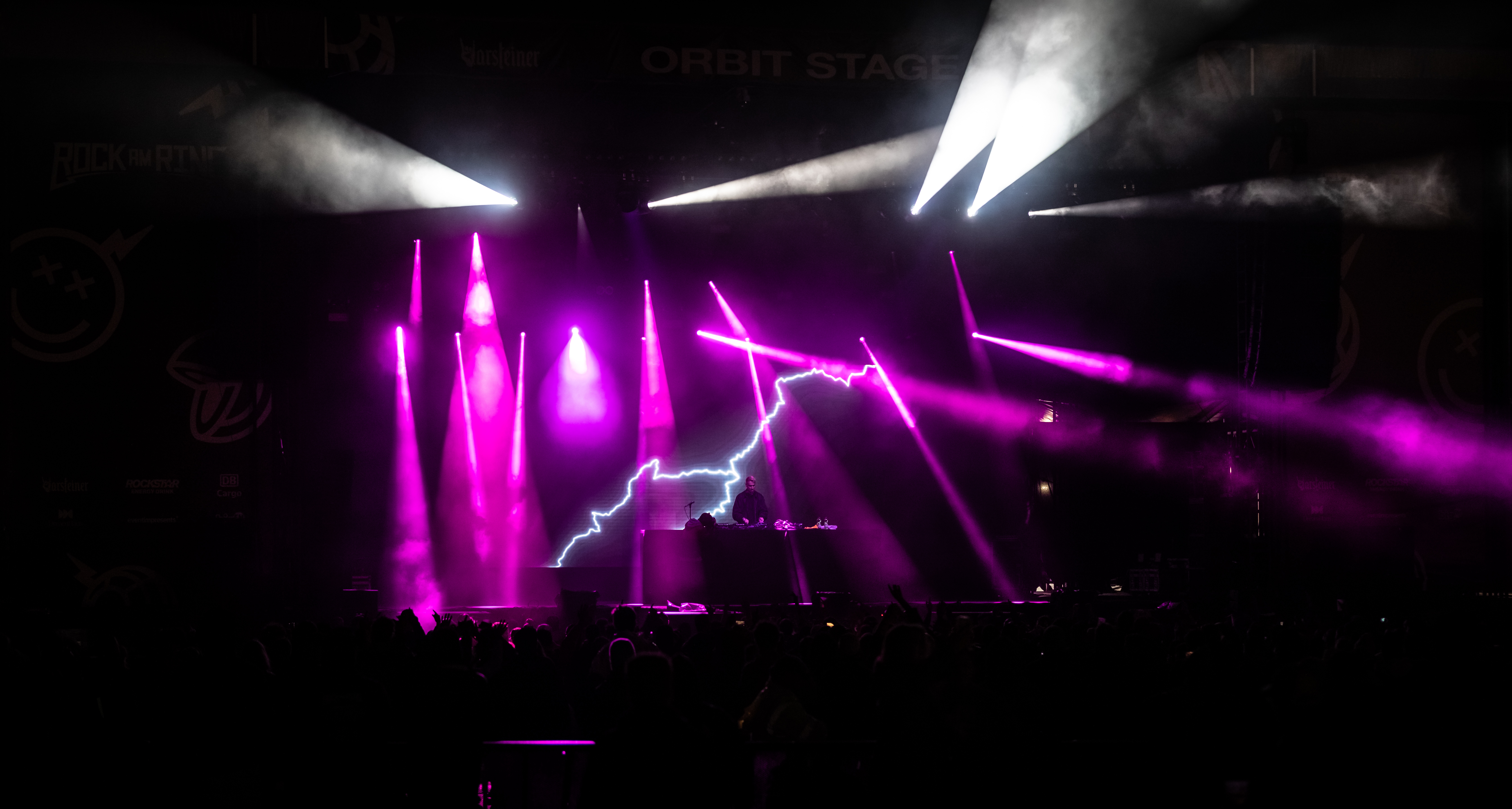
Boys Noize en Rock am Ring 2022

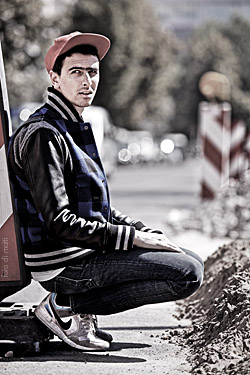
Boys Noize en Berlín, 2009

Boys Noize ha remezclado sencillos para Tiga, Para One, Feist, Kreeps y Depeche Mode, así como populares remezclas de canciones de la escuela británica tan conocidas como "Banquet" de Bloc Party y "Everyday I Love You Less and Less" de Kaiser Chiefs. Los sencillos y remezclas de Boys Noize son pinchados por DJs como: Erol Alkan, SebastiAn, 2Many DJ's y Tiga.
Alex Ridha ha lanzado también EP bajo los nombres 909d1sco y Kid Alex.
Su primer álbum, lanzado en septiembre de 2007, fue titulado "Oi Oi Oi". Su primer sencillo era "Don't Believe the Hype".
A finales del 2009 Boys Noize estreno "Power" Su segundo material, "Jeffer" y "Starter" son sus primeros sencillos. En el mismo año colabora con Erol Alkan para crear el EP "Waves/Death Suite", en el 2010 se reúnen nuevamente para presentar otro EP "Avalanche/Lemonade". Para Celebrar el aniversario de Boys Noize Records, Boys Noize lanza el EP "1010/Yeah".
El 15 de febrero de 2020, Alexander lanza la canción "Girl Crush", en colaboración con la rapera, compositora y productora, Maria-Cecilia Simone Kelly, conocida profesionalmente como Rico Nasty.
El 22 de abril, se anuncia que para el álbum Chromatica de la cantante, compositora, productora, bailarina, actriz, activista y diseñadora de moda estadounidense, Lady Gaga, Alexander junto a Skrillex, Blackpink, Ariana Grande, Elton John, Madeon, Axwell, entre otros, tendrán participación en dicho álbum, donde su fecha de lanzamiento ser el 29 de mayo del mismo año. Para el álbum Chromatica, Alexander logró producir la canción "Rain On Me" De Lady Gaga y Ariana Grande y la canción "Babylon", donde estas pertenecen a dicho álbum

## Discografía

### Álbumes
- Oi Oi Oi - 2007
- Bugged Out! Presents Suck My Deck Mixed - 2008
- Power - 2009
- Out Of The Black - 2012
- Go Hard - 2013
- Strictly Raw Vol. 1 - 2015
- Mayday - 2016
- Strictly Raw Vol. 2 - 2018
- +/-  - 2021

## Remezclas
- Auf Der Lauer Aua Aua de Göpfrich & Gerlach (2005).
- My Conversation de Kid Alex (2005).
- Shadowbreaker de John Starlight (2005).
- Daily Disco de Lützenkirchen (2006).
- All I Wanna Do Is Break Some Hearts de Kreeps (2006).
- Banquet de Bloc Party (2006).
- Bom Bom Bom de Living Things (2006).
- Dudun-Dun de Para One (2006).
- Frau de I-Robots (2006).
- Le Disko de Shiny Toy Guns (2006).
- Personal Jesus de Depeche Mode (2006).
- Move My Body de Tiga (2006).
- The Acid Never Lies de Riot In Belgium (2006).
- Cocotte de Teenage Bad Girl (2006).
- My Moon My Man de Feist (2006).
- Fine Dining With The Future de Foreign Islands (2006).
- Phantom Pt. II de Justice (2007).
- Happy Up Here de Röyksopp.
- l'amour et la violence Sebastien tellier.
- You Don't Know Love de Editors (2010).
- Hot N' Fun de N.E.R.D (2010).
- Invisible Light de Scissor Sisters (2010).
- Swoon  de The Chemical Brothers (2010).
- Music is Awesome de Housemeister (2011).
- Mein Herz Brennt de Rammstein (2012).
- I Love It de G-Dragon con Zion-T (2013).
- Still D.R.E de snoop dogg (2013).